# Henricus van den Heuvel
Henricus van den Heuvel (Lieshout, 10 oktober 1766 - aldaar, 24 december 1849) was een  Nederlandse politicus. Hij was burgemeester van Lieshout van 1838 tot 1846. 
Hij werd geboren als zoon van Joannis Tijse Adams van den Heuvel en Hendrina Maas, en trouwde op 10 oktober 1789 met Maria Anna Catharina van de Cruys (1761-1844). Ze kregen acht kinderen. 
Henricus van den Heuvel werd, na de zuiveringen die volgden op de Staatsgreep van 1798, benoemd tot schepen van Lieshout. Hij bleef in functie tot de laatste vergadering van de Lieshoutse schepenbank in 1811. In 1838 werd hij benoemd tot burgemeester van Lieshout. Hij werd na zes jaar herbenoemd voor een tweede ambtsperiode.